# Sascha Bilay

Sascha Bilay (2012)

Sascha Bilay (* 12. April 1979 in Ilmenau) ist ein deutscher Politiker (Die Linke). Er ist seit 2025 erneut Mitglied des Thüringer Landtags, dem er bereits von 2019 bis 2024 angehörte.

## Leben
Sascha Bilay studierte nach dem Abitur 1998 Politikwissenschaft, Soziologie und osteuropäische Geschichte an der Universität Jena bis 2005. Zusätzlich erwarb er 2010 einen Studienabschluss als Verwaltungsbetriebswirt. Von 2004 bis 2012 war er wissenschaftlicher Mitarbeiter für die Themen Kommunalpolitik und Verwaltungsreform bei der thüringischen Landtagsfraktion der Linken. Von 2012 bis 2019 war Bilay Leiter des Büros der damaligen Oberbürgermeisterin von Eisenach, Katja Wolf (damals Die Linke).
Bilay ist verheiratet, hat ein Kind und lebt in Eisenach.

## Politischer Werdegang
Bilay trat 1996 in die damalige PDS ein. Er vertrat seine Partei von 1999 bis 2007 im Stadtrat von Ilmenau und kandidierte dort 2006 für das Amt des Oberbürgermeisters. 2012 und 2024 bewarb er sich als Landrat des Wartburgkreises, wo er auch von 2021 bis 2024 Mitglied des Kreistages war.
Bei der Landtagswahl in Thüringen 2019 erhielt er ein Landtagsmandat über die Landesliste seiner Partei, bei der folgenden Landtagswahl 2024 verpasste er den direkten Wiedereinzug. Mit dem Wechsel von Bodo Ramelow in den Bundestag rückte er am 25. März 2025 für diesen in den Landtag nach.
Im September 2024 wurde Bilay zum Vorsitzenden des Die Linke-Kreisverbandes Gotha gewählt. Zudem bewarb er sich zur Bundestagswahl 2025 im Wahlkreis Gotha – Ilm-Kreis um ein Mandat, war jedoch nicht erfolgreich.